# Fort Conti
 (novembre 2023).
Si vous disposez d'ouvrages ou d'articles de référence ou si vous connaissez des sites web de qualité traitant du thème abordé ici, merci de compléter l'article en donnant les références utiles à sa vérifiabilité et en les liant à la section « Notes et références ».
Le fort Conti a été construit au début de 1679 au lac Ontario à l'embouchure de la rivière Niagara comme poste de traite par l'explorateur français René-Robert Cavelier de La Salle. En fortifiant ce site, les Français espèraient contrôler le commerce des fourrures en aval des Grands Lacs. Le fort a été nommé d'après Louis-Armand Ier de Bourbon-Conti, le patron du lieutenant de La Salle, Henri de Tonti.
L'entrepôt et la palissade ont été utilisés comme relais pour les navires venant du fort Frontenac (aujourd'hui Kingston en Ontario) ; les fournitures étaient alors expédiées par canoés ou bateaux sur la rivière jusqu'au village actuel de Lewiston dans l'État de New York, montées jusqu'à l'escarpement du Niagara et portagées jusqu'aux chutes du Niagara à un endroit où les courants rapides ne compromettent pas les fournitures, les équipements ou l'équipage.
La Salle a construit un bateau plus grand (très probablement un bateau qu'il avait remonté et pris en dehors du fort Conti et baptisée Le Griffon et se sert de lui pour l'exploration de la rivière et du lac Érié dans sa recherche d'un passage vers les Indes. À l'été de 1679, le fort était tenu par une poignée d'hommes tandis que La Salle explorait la région supérieure des Grands Lacs. Les hommes sont rentrés au fort Frontenac disant qu'il avait été brûlé par les Indiens ; probablement un prétexte pour échapper à un dur hiver venteux sur les rives du lac Ontario. Néanmoins le fort a brûlé à la fin 1679, et n'a jamais été reconstruit. Plus tard, le site a été utilisé pour construire le fort Denonville, qui est tombé après moins d'un an et par la suite le fort Niagara, qui est encore debout aujourd'hui. Le site est actuellement exploité par une société à but non lucratif dans le parc de Fort-Niagara dans la commune de Porter, juste au nord de Youngstown.